# Federazione Sportiva e Olimpica di Curaçao
La Federazione Sportiva e Olimpica di Curaçao (in papiamento Federashon Deporte i Olimpiko Kòrsou, in olandese Curaçaose Sport- en Olimpische Federatie), abbreviato FDOK è un'organizzazione sportiva di Curaçao, nata nel 2013 a Willemstad, Curaçao.

## Storia
In passato, fino al 1996, le regole per il riconoscimento da parte del Comitato Olimpico Internazionale dei comitati olimpici nazionali non erano molto restrittive e, fino ad allora, hanno consentito a territori dipendenti e nazioni costitutive di costituire il proprio comitato olimpico nazionale e competere separatamente dal rispettivo stato sovrano. In seguito a un emendamento al capitolo 4 della Carta Olimpica, i comitati olimpici nazionali possono essere costituiti solo in paesi indipendenti riconosciuti dalla comunità internazionale.
Fino al 2011 Curaçao, in quanto parte delle Antille Olandesi, nazione costitutiva del Regno dei Paesi Bassi, era rappresentata dal Comitato Olimpico delle Antille Olandesi. Dopo la dissoluzione delle Antille Olandesi, avvenuta il 10 ottobre 2010, e la successiva chiusura del Comitato Olimpico delle Antille Olandesi gli atleti di Curaçao vennero a perdere un proprio comitato olimpico di riferimento.
Nella stessa situazione si vennero a trovare gli atleti di Sint Maarten, altra nazione costitutiva nata dalla dissoluzione delle Antille Olandesi, mentre gli atleti di Bonaire, Saba e Sint Eustatius, diventati parte integrante dei Paesi Bassi, sarebbero stati rappresentati dal Comitato Olimpico dei Paesi Bassi.
Nonostante la dissoluzione dello stato di riferimento, i membri del Comitato Olimpico delle Antille Olandesi proposero di mantenere il Comitato stesso in vita, ma il Comitato Olimpico Internazionale rifiutò tale possibilità e acconsentì affinché gli atleti già qualificati per le Olimpiadi di Londra 2012 potessero gareggiare solo in qualità di Atleti Olimpici Indipendenti, sotto l'egida della bandiera olimpica.
Gli atleti di Curaçao possono quindi da allora partecipare alle competizioni olimpiche come Atleti Olimpici Indipendenti o, in alternativa, avendo tutti i cittadini del Regno dei Paesi Bassi, la stessa cittadinanza, sotto l'egida del Comitato Olimpico dei Paesi Bassi.
Il 12 settembre 2013, si costituisce il FDOK, con lo scopo di promuovere e sovraintendere le attività sportive a Curaçao, col dichiarato intento di farsi riconoscere come rappresentante nazionale presso le federazioni sportive internazionali. Tutti i tentativi di riconoscimento, sia presso il Comitato Olimpico Internazionale, sia, conseguentemente, presso l'Organizzazione Sportiva Panamericana, non hanno ottenuto alcun successo.

## Organizzazione
Nonostante la FDOK non sia riconosciuta in ambito olimpico, è riconosciuta dalla Organización Deportiva Suramericana ed ha partecipato ai XII Giochi sudamericani, tenutisi nel 2022 ad Asunción (Paraguay). Inoltre, alcune delle federazioni sportive associate sono riconosciute sia in ambito internazionale che continentale. Le federazioni associate sono:
- Curaçaose Amateur Scherm Bond
- Asosashon Paso Fino Kòrsou
- Curaçaose Domino Bond
- Curaçao Weightlifting Federation
- Curacao Basketball Federation
- Curaçao Bodybuilding & Fitness Federation
- Curaçaose Wielersbond
- Curaçao Rugby Federation
- Curaçaose Softbòl Bond
- Federashon Tenis di Mesa Kòrsou
- Curaçao Sailing
- Federashon Yudo Kòrsou
- Curaçao Karate Bond
- Curaçao Boxing Association
- Federashon Taekwondo di Kòrsou
- Federashon di Volibòl di Kòrsou
- Curaçao Bowling Association
- Curaçaose Atletiek Bond
- Federashon di Agedres Kòrsou
- Federashon di Beisbòl di Kòrsou
- Federashon Biyar Kòrsou
- Curaçao Brazilian Jiu-Jitsu Federation
- Federashon di Dam Kòrsou
- Federashon Futbòl Kòrsou
- Curaçao Futsal Federation
- Tennis Federation Curaçao
- Federashon Aquatiko Kòrsou
- Curaçao Triathlon Association

L'attuale presidente dell'organizzazione è Rignaal Francisca, mentre la carica di segretario generale è occupata da Ruthsel Martina.